# Bahr Jusef
Bahr Jusef är en kanal i Egypten.   Den ligger i guvernementet Al-Wadi al-Jadid, i den centrala delen av landet, 280 km söder om huvudstaden Kairo. Kanalen är cirka 250 km lång, från staden Asyut vid Nilen sträcker den sig nordväst parallellt med Nilen ända bort till staden Fayoum och dess oaser.